# Lydia Pflanz
Lydia Pflanz (* 31. Mai 1949 in Ansbach) ist eine deutsche Politikerin (CSU). Sie war von Mai 2008 bis zur Wahl im September 2008 Abgeordnete des Bayerischen Landtags.

## Ausbildung und Beruf
Pflanz besuchte die Volksschule und danach das Musisches Gymnasium in Ingolstadt, an dem sie bis zur 10. Klasse blieb. Danach absolvierte sie eine Ausbildung zur Erzieherin und war fast 30 Jahre als Erzieherin und Kindergartenleiterin tätig. Sie arbeitete auch als Jugendschöffin an der Jugendkammer des Landgericht Augsburg und war stellvertretende Kreisvorsitzende des Bayerischen Roten Kreuzes sowie Hospizhelferin. 2007 machte sie eine Ausbildung zur Heilpraktikerin für Psychotherapie. Pflanz ist römisch-katholisch, verheiratet und hat zwei Kinder.

## Politik
Pflanz war 14 Jahre lang stellvertretende Kreisvorsitzende der CSU und 12 Jahre Kreisrätin. Im Mai 2008 rückte sie für Martin Sailer in den Bayerischen Landtag nach. Dort war sie Mitglied des Ausschusses für Sozial-, Gesundheits- und Familienpolitik sowie Mitglied im Ausschuss für Eingaben und Beschwerden. Zur Landtagswahl in Bayern 2008 stand sie nicht mehr zur Wahl.
| Personendaten    | Personendaten                   |
| ---------------- | ------------------------------- |
| NAME             | Pflanz, Lydia                   |
| KURZBESCHREIBUNG | deutsche Politikerin (CSU), MdL |
| GEBURTSDATUM     | 31. Mai 1949                    |
| GEBURTSORT       | Ansbach                         |